# Storie dei Marsi
Le Storie dei Marsi (in latino "Historiae Marsorum")  sono un'opera storiografica di Muzio Febonio pubblicata postuma nel 1678.

## Storia dell'opera
Il titolo originale e completo dell'opera in lingua latina di Muzio Febonio è Historiae Marsorum libri tres una cum eorundem episcoporum catalogo. Composta da un unico volume e da tre libri fu pubblicata nel 1678 a Napoli, presso Michele Monaco (Michaelem Monachum). Nel 1724 una seconda edizione in latino, sumptibus Petri Wander, uscì a Lugduno Batavorum a ovest della contemporanea città di Leida, nell'Olanda Meridionale. Sulla base di lettere e carteggi scambiati con Holstenio e Ughelli si è potuto desumere che il Febonio ideò la scrittura del saggio di carattere storico nella prima metà del Seicento e che la iniziò solo dal 1652, dopo un lungo periodo di ricerche e ricognizioni. Qualche mese dopo la stesura, nel 1661 completò il manoscritto che fece valutare da Ferdinando Ughelli. Tra il 1662 e la data della morte dell'abate e storico avezzanese, il 3 gennaio 1663, furono apportate presumibilmente delle migliorie al testo e ad alcuni contenuti. Di sicuro qualche anno dopo, nel dicembre del 1675, ci fu l'avvio delle pratiche necessarie per realizzare la prima stampa. L'iniziativa fu presa dal vescovo dei Marsi, Diego Petra (Didaco Petra), alla guida dell'episcopato di Pescina dal 15 settembre 1664 al 29 aprile 1680. Petra fu sollecitato a promuovere la pubblicazione delle Storie dei Marsi dal fratello di Muzio Febonio, Asdrubale, e dal sacerdote e storico Pompeo Sarnelli, correttore di bozze presso l'editore Antonio Bulifon. La pubblicazione dell'opera postuma è datata 1678. Oltre all'edizione successiva settecentesca si sono avute altre pubblicazioni come la ristampa parziale in Antichi fatti di Sulmona: da Historiae Marsorum libri tres di Muzio Febonio. Tra il 1985 e il 1991 è stata presentata la prima traduzione dei tre libri in italiano ad opera di Giulio Butticci, Pietro Smarrelli ed altri autori per la De Cristofaro editore di Roma.
L'opera feboniana fu particolarmente utile a diversi storici successivi come Pietro Antonio Corsignani che nel 1738 portò a termine Reggia Marsicana, ovvero memorie topografico-storiche di varie colonie e città antiche e moderne della provincia de' Marsi.

## Struttura

### Libro Ⅰ
Il liber primus si compone di undici capitoli. La prima parte del libro è dedicata alla storia dei Marsi, dalle origini del nome alla provincia Valeria e dei Marsi e dalla guerra sociale al rinnovo dell'alleanza con la Repubblica romana e alla concessione del diritto di cittadinanza. L'undicesimo capitolo descrive le famiglie e i personaggi illustri del territorio.

### Libro ⅠⅠ
Il liber secundus affronta negli undici capitoli la realtà del lago Fucino descrivendo il toponimo, le specie di pesci, degli uccelli, delle erbe, finanche i modi della pesca e l'estensione contemporanea e passata. Particolare attenzione è rivolta agli imissari ed emissari, al Giovenco e agli altri fiumi, all'emissario ipogeo di epoca romana e al primo prosciugamento dell'imperatore Claudio attraverso l'immissione delle acque nel fiume Liri.

### Libro ⅠⅠⅠ
Il liber tertius tratta in otto capitoli i luoghi, le città antiche e le varie popolazioni come gli anxantini, gli antinati, i lucensi, i fucensi, gli albensi, i carseolani, i cliternini e i valeriensi.
In appendice è riportata la cronotassi dei vescovi dei Marsi dal 46 d.C. al 1664, anno in cui si insediò monsignor Diego Petra che favorì la pubblicazione e al quale l'opera postuma è dedicata.